# Camilla Spira

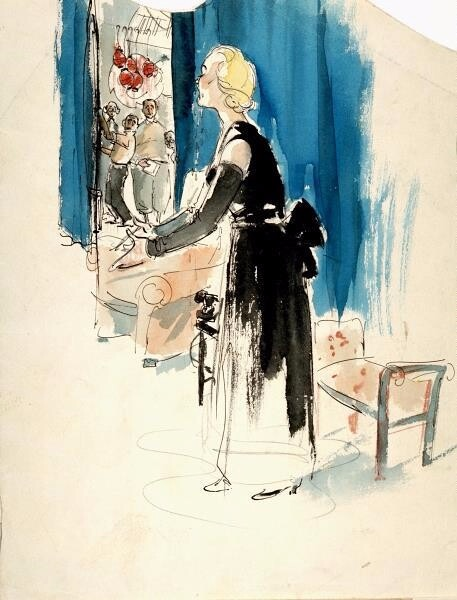
Porträtt av Camilla Spira.

Camilla Spira, född 1 mars 1906 i Hamburg, Kejsardömet Tyskland, död 25 augusti 1997 i Berlin, Tyskland, var en tysk skådespelare. Hon var dotter till skådespelarna Fritz Spira och Lotte Spira, samt syster till skådespelaren Steffie Spira.

## Filmografi, urval
- 1931 – En underbar natt
- 1931 – Min Leopold
- 1933 – Dr. Mabuses testamente
- 1949 – En kvinnas offer
- 1950 – Våld i hemlighet
- 1955 – Djävulens general
- 1955 – Himmel utan stjärnor
- 1957 – Made in Germany
- 1959 – Rosor till åklagaren